# وایلهایم آن در تک
شهر وایلهایم آن در تک (به آلمانی: Weilheim an der Teck) در ایالت بادن-وورتمبرگ در کشور آلمان واقع شده‌است.